# Macaca pagensis
Macaca pagensis е вид бозайник от семейство Коткоподобни маймуни (Cercopithecidae). Видът е критично застрашен от изчезване.

## Разпространение
Разпространен е в Индонезия (Суматра).